# Stanisław Wolski (podchorąży)
Stanisław Wacław Wolski (ur. 12 czerwca 1898 w Łodzi, zm. 3 stycznia 1920 w Mozuļi) – podchorąży Wojska Polskiego, kawaler Orderu Virtuti Militari.

## Życiorys
Urodził się 12 czerwca 1898 w Łodzi, w zubożałej szlacheckiej rodzinie Franciszka (1868–1931), notariusza, działacza Związku Ludowo-Narodowego, przewodniczącego Społecznej Rady Obrony Miasta Biłgoraja i burmistrza Biłgoraja, i Stanisławy z domu Ereth, działaczki Organizacji Kobiet Narodowych w Biłgoraju. Był bratem Jerzego (1901–1974), adwokata, żołnierza, Stefana, żołnierza, więziony w więzieniu stalinowskim i Zbigniewa (ur. 1907), działacza konspiracji antyhitlerowskiej, ofiary KL Auschwitz. Synem jego brata, Jerzego, jest pisarz i dziennikarz Marcin Wolski.
Stanisław uczył się w Polskiej Szkole Handlowej w Łodzi. W 1912 dołączył do konspiracyjnego skautingu w ramach I Drużyny Skautowej im. Tadeusza Kościuszki, w której został drużynowym. W sierpniu 1915 dołączył do Batalionu Warszawskiego POW, następnie do 1917 służył w 5 pułku piechoty Legionów Polskich. Wrócił do Łodzi, gdzie pracował w sierocińcu „Sienkiewiczówka” oraz działał w Polskiej Organizacji Wojskowej i harcerstwie. 10 listopada 1918 mianowano go komendantem Oddziału Bojowego łódzkich harcerzy. W grudniu 1918 w ramach Batalionu Harcerskiego służył w Wojsku Polskim, a od maja 1919 służył w 5 pułku piechoty Legionów. Był dowódcą plutonu w 9. kompanii. Poległ 3 stycznia 1920 w natarciu na wieś Mozuļi na południe od Višķi.
Został pochowany 15 stycznia 1920 na Starym Cmentarzu w Łodzi w kwaterze 41.

## Ordery i odznaczenia
- Krzyż Srebrny Orderu Wojskowego Virtuti Militari nr 6540 – pośmiertnie, 17 maja 1922[6][7][8][9][10]
- Krzyż Niepodległości – pośmiertnie, 13 kwietnia 1931 „za pracę w dziele odzyskania niepodległości”[11][2]
- Krzyż Walecznych czterokrotnie – pośmiertnie, 20 czerwca 1923 „za czyny orężne w bojach byłego 5 pp Leg.”[12]